# Austrolimnophila kirishimensis
Austrolimnophila kirishimensis är en tvåvingeart som först beskrevs av Alexander 1925.  Austrolimnophila kirishimensis ingår i släktet Austrolimnophila och familjen småharkrankar. Inga underarter finns listade i Catalogue of Life.